# Bathyraja irrasa
Bathyraja irrasa är en rockeart som beskrevs av Hureau och Ozouf-Costaz 1980. Bathyraja irrasa ingår i släktet Bathyraja och familjen egentliga rockor. IUCN kategoriserar arten globalt som nära hotad. Inga underarter finns listade.